# Sjørup Sø
Sjørup Sø er en lille privat, knap 40 hektar, sø i Ulstrup Sogn i det tidligere Års Herred i Himmerland; søen ligger i Vesthimmerlands Kommune ca. 10 km nordvest for Aars. Øst for søen ligger Øjesø Plantage, som rummer den lille fredede Øjesø; plantagen er udstykket til sommerhuse. Mod vest ligger den 31 meter høje Kodhøj, på hvis skråning der tidligere har ligget en kirke fra romansk tid der antages at have været et annex til Vitskøl Kloster; kirketomten er fredet som fortidsminde. Vest for Sjørup Sø er der anlagt en golfbane med tilhørende hytteområde. I nordenden er der et lavvandet rørskovsområde, og her er også udløbet til Herredsbæk, der via Bjørnsholm Å løber til Limfjorden.
I søen lever bl.a. gedder, aborrer, sandart, skaller, brasen og ål.
Kun bredejer og personer med særlig tilladelse har fiskeret og jagtret i søen.

## Eksterne kilder og henvisninger
1. ↑  Lille Sjørup kirketomt på Fund og Fortidsminder
2. ↑  Om fiskeretten ved søen på sjørupsø.dk hentet 8. september 2023

- Visitvesthimmerland.dk Arkiveret 18. februar 2012 hos  Wayback Machine
- Danmarks Søer, Søerne i Nordjyllands og Viborg Amter, af Thorkild Høy m.fl. ISBN 87-7717-200-0

56°52′0.49″N 9°23′39.62″Ø / 56.8668028°N 9.3943389°Ø